# هراسة البطاطا

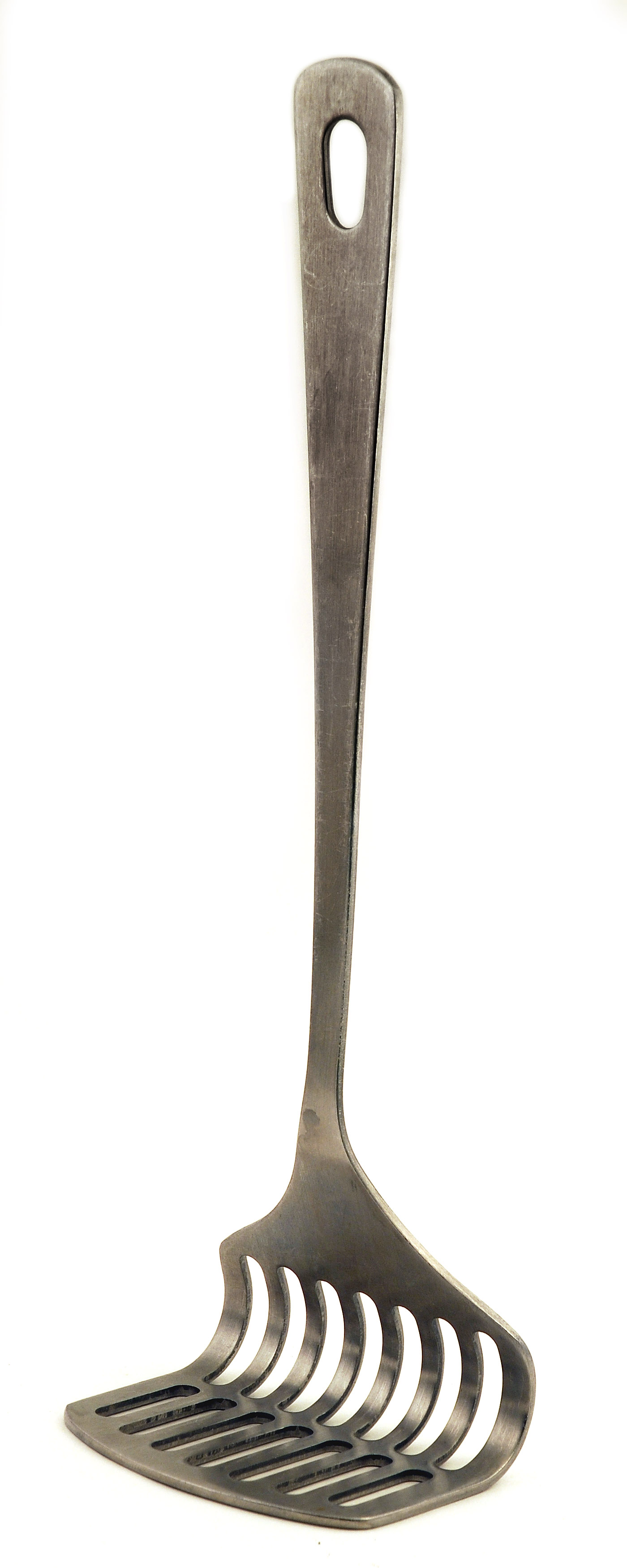
هراسة البطاطا

هراسة البطاطا أو مِمْهَكة (من مَهَكَ: أي سَحَقَ وهَرَسَ) هي أداة تستخدم لهرس الطعام اللين كهرس البطاطا , وهي عبارة عن مقبض يرتبط برأس الهرس والذي هو عبارة عن صفيحة تحتوي على ثقوب لهرس البطاطا.

## معرض صور

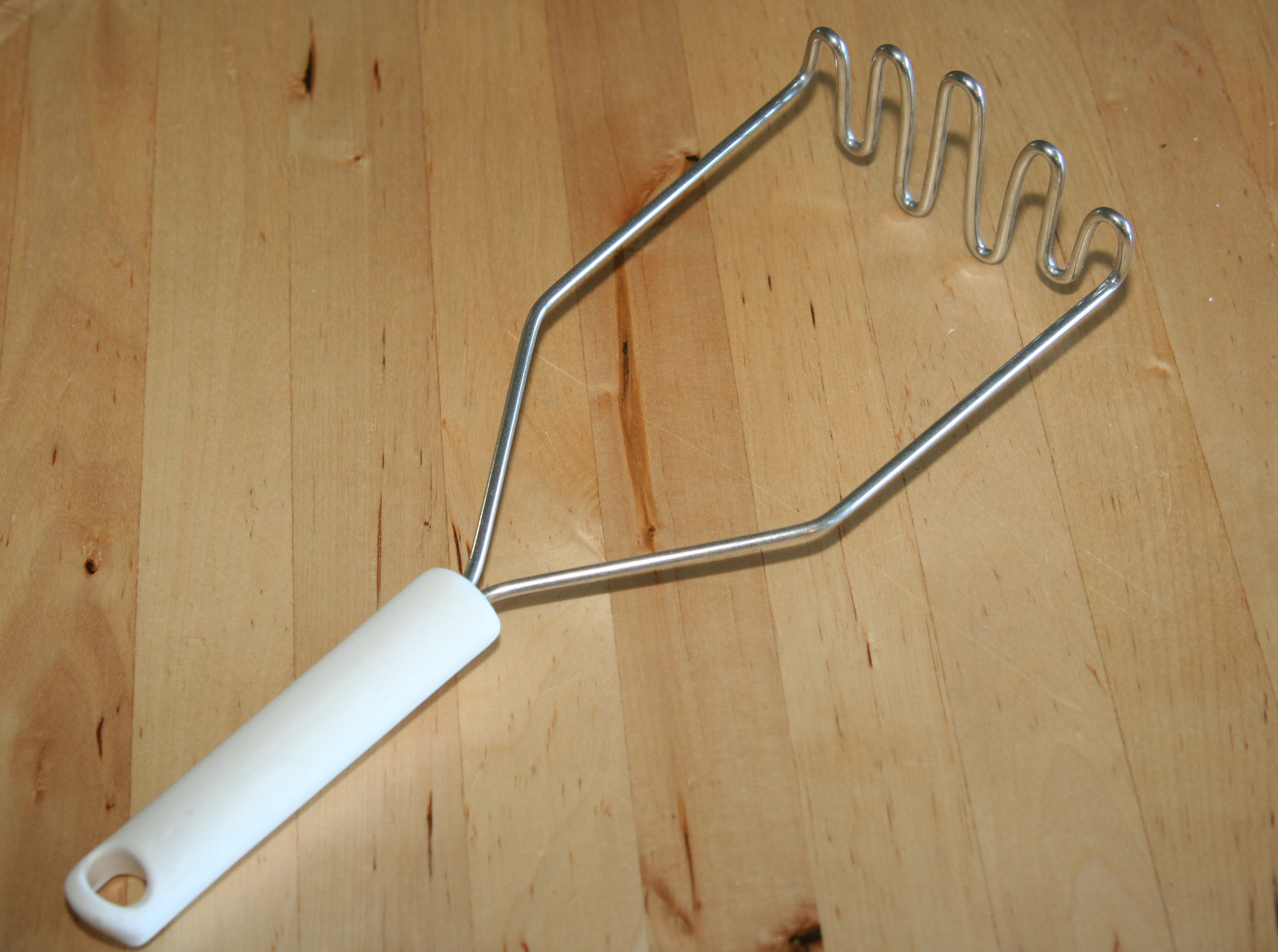
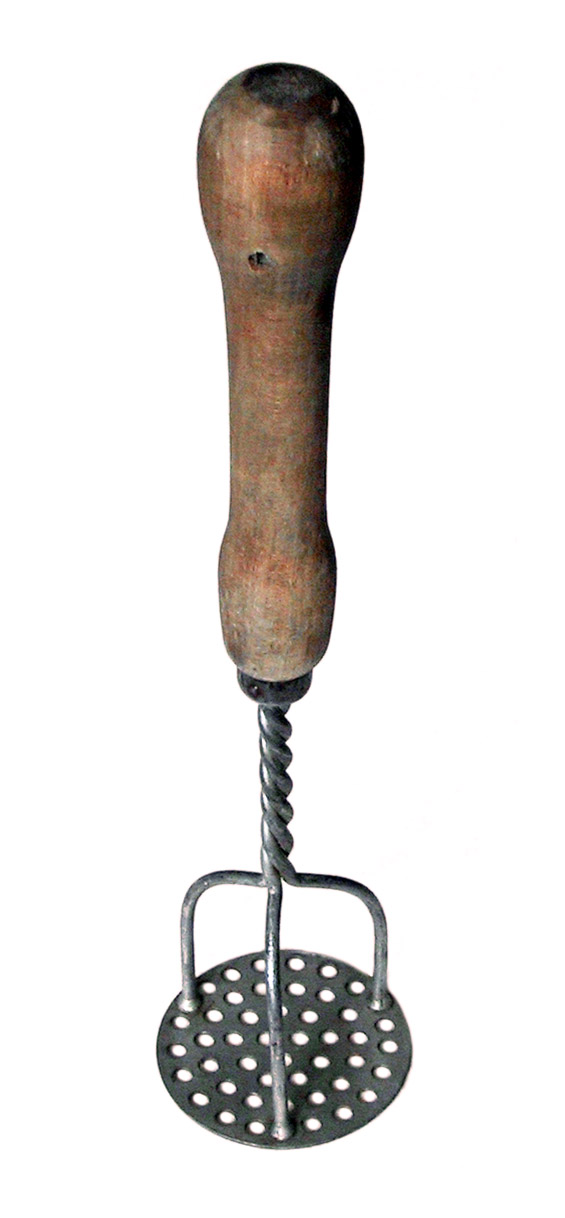
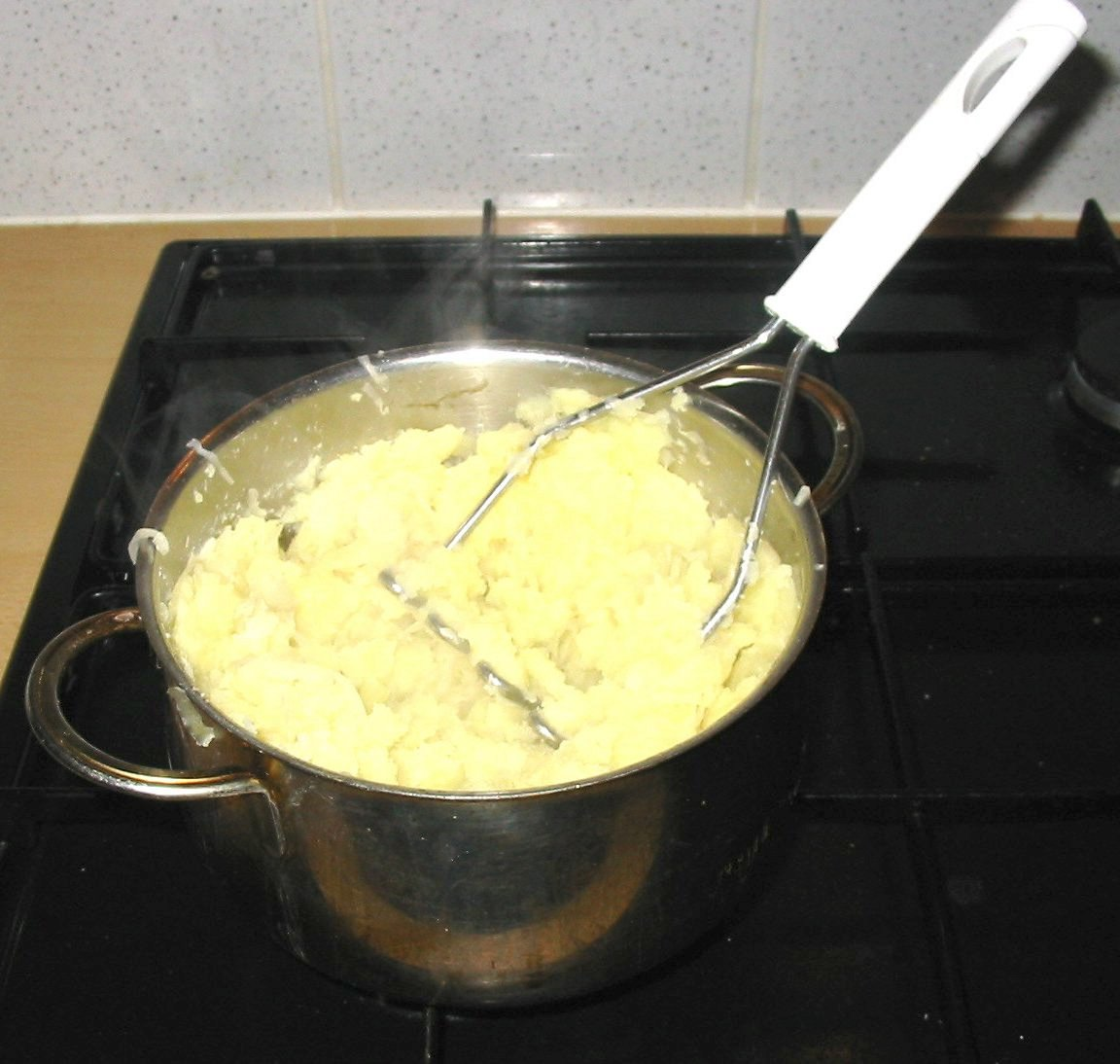